# 18872 Tammann
18872 Tammann è un asteroide della fascia principale. Scoperto nel 1999, presenta un'orbita caratterizzata da un semiasse maggiore pari a 2,5953808 au e da un'eccentricità di 0,0714446, inclinata di 14,24580° rispetto all'eclittica.
L'asteroide è dedicato al cosmologo svizzero Gustav Tammann.